# بئر الغنم
بئر الغنم هي بلدة بلدة صغيرة تقع جنوب غرب طرابلس بمسافة 90 كيلومتر، تقع في محافظة الزاوية في في غرب ليبيا. كانت مسرحاً لمعارك مهمة أثناء ثورة 17 فبراير عام 2011.
استولت عليها قوات المجلس الوطني الانتقالي يوم 7 أغسطس 2011، قبل أسبوعين فقط من دخولهم إلى طرابلس.